# Legio IV Scythica

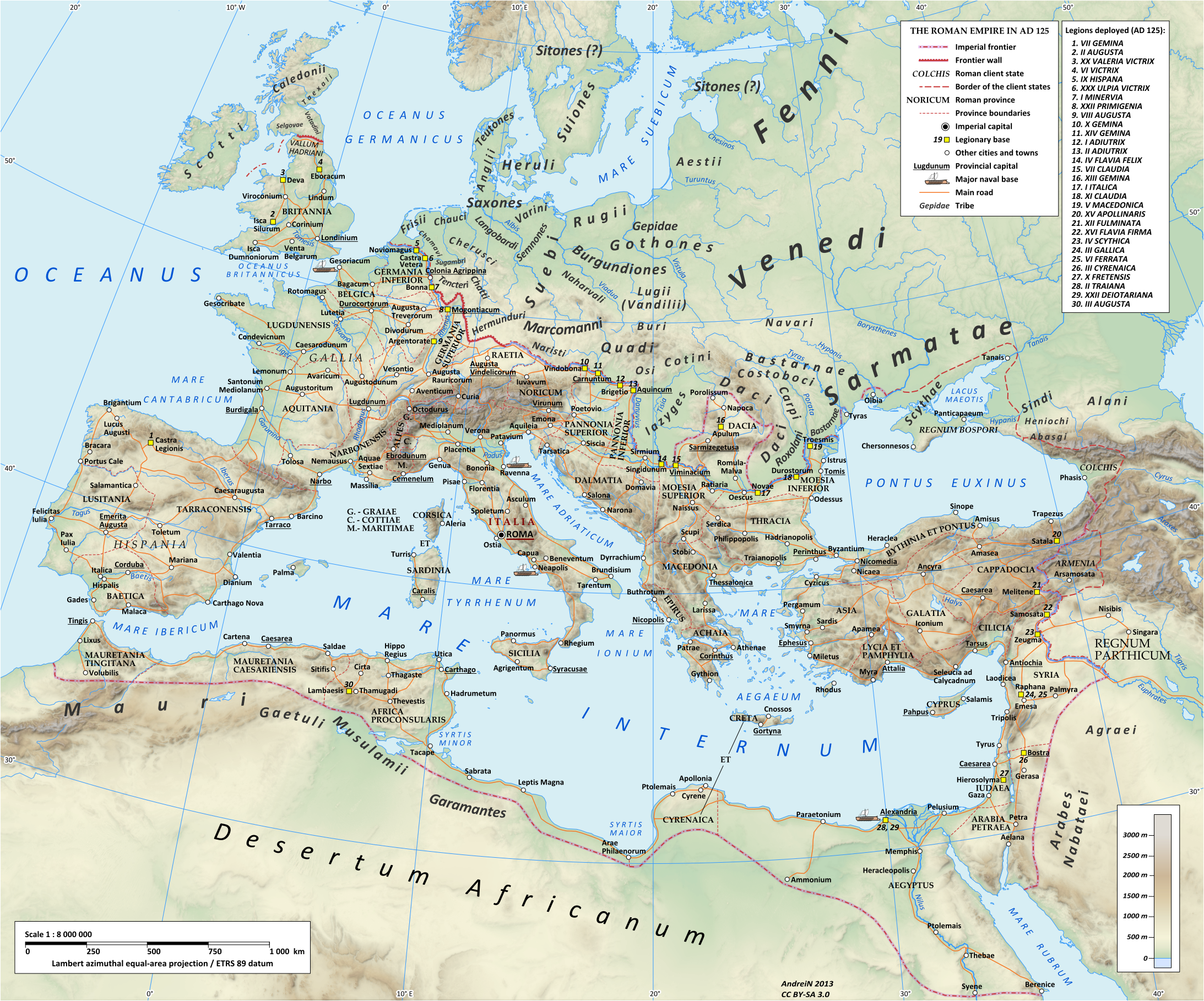
Bản đồ của đế quốc La Mã vào năm 125 CN, dưới triều đại của Hadrian, cho thấy Legio IIII Scythica, đóng quân tại Zeugma(nr. Gaziantep, Thổ Nhĩ Kỳ) trên sông Euphrates, tại tỉnh Syria, từ năm 68 CN tới tận đầu thế kỉ thứ 5

Legio Quarta Scythica (Quân đoàn Scythia thứ tư) là một quân đoàn La Mã được Marcus Antonius thành lập vào khoảng năm 42 TCN, để dành cho chiến dịch chống lại đế quốc Parthia của ông, do đó nó có một tên riêng khác, Parthica. Quân đoàn vẫn còn hoạt động ở Syria trong những năm đầu của thế kỷ thứ 5. Biểu tượng của quân đoàn là cung Ma Kết.